# Lily Cole
Lily Luahana Cole, född 27 december 1987 i Torquay i Devon, är en brittisk fotomodell och skådespelare. 
Lily Cole startade sin karriär när hon var 14 år. Hon blev upptäckt på gatan i Soho i London. Trots sin framgångsrika karriär har hon lagt mycket vikt vid utbildning och har toppbetyg. Hon har bland annat från 16-18 års ålder studerat vid Latymer Upper School i Hammersmith i London, samt har en examen i konsthistoria vid universitetet i Cambridge.
2004 utsåg "British Fashion Award" henne till Model of the Year. Hon blev nominerad igen 2007, men titeln gick då istället till Agyness Deyn.
Lily Cole har prytt framsidan på bland annat Vogue (italienska, amerikanska, japanska, koreanska och brittiska), V och Numero. Hon har gjort kampanjer för bland andra Chanel, Hermès, Longchamp, Cacharel och Topshop. Hon var även ansikte för Moschinos parfym I Love Love. I Sverige har hon kunnat ses i La Redoute, där hon i två säsonger varit ansikte för Christian Lacroix. Hon syns även ofta på modevisningar och är en favorit hos John Galliano och Christian Lacroix.
Lily Cole räknas som en av Babyface-modellerna. Andra typiska "dockansiktes"-modeller är Gemma Ward, Lisa Cant, Heather Marks, Devon Aoki och Jessica Stam.

## Filmografi i urval
- 2009 – The Imaginarium of Doctor Parnassus
- 2011 – The Moth Diaries
- 2012 – Snow White and the Huntsman
- 2022 – Hilma